# Acompocoris pygmaeus
Acompocoris pygmaeus är en insektsart som först beskrevs av Carl Fredrik Fallén 1807.  Acompocoris pygmaeus ingår i släktet Acompocoris och familjen näbbskinnbaggar. Arten är reproducerande i Sverige. Inga underarter finns listade i Catalogue of Life.